# Norbertas Giga

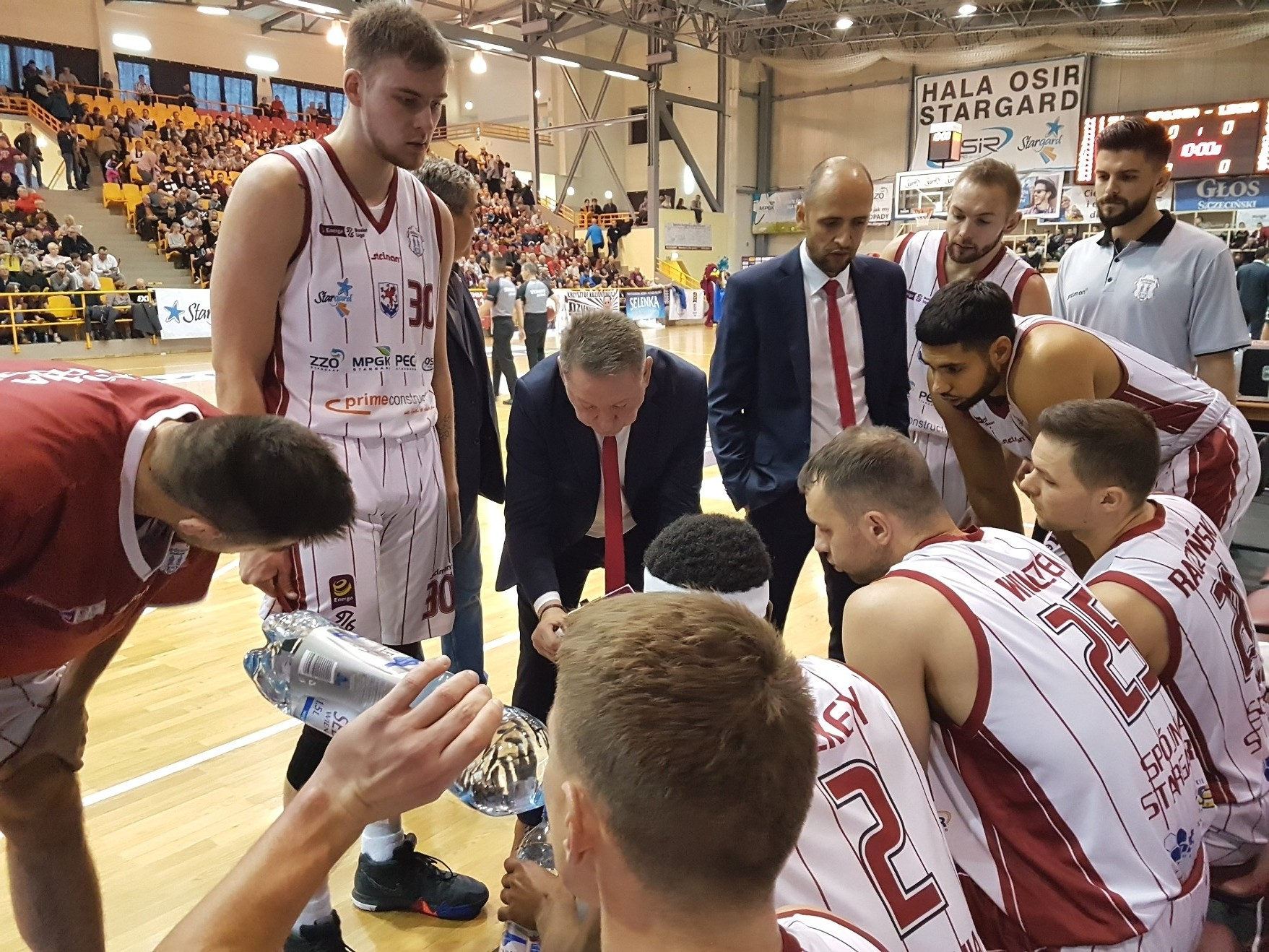
Norbertas Giga w Spójni (17.11.2018)

Norbertas Giga (ur. 6 czerwca 1995 w Kedainiai) – litewski koszykarz, występujący na pozycji środkowego, obecnie zawodnik Juventus Uciana. 
Grał w koszykówkę dla uczelni Jacksonville State University, którą ukończył w 2018, następnie podpisał kontrakt z Rytasem Wilno. 16 listopada 2018 dołączył do Spójni Stargard.
8 sierpnia 2019 podpisał trzyletnią umowę z litewskim Juventusem Uciana.

## Kariera zawodowa
Podczas swojej wczesnej kariery reprezentował KM-Perlas Wilno w RKL. 
Następnie występował w amerykańskiej lidze akademickiej w NCAA w Jacksonville, gdzie zdobywał 8,6 punktu, miał również 6,3 zbiórki. Rok wcześniej notował po 11 punktów i 8,1 zbiórki. 
W lipcu 2018 uczestniczył w lidze letniej NBA w barwach Philadelphia 76ers.
23 września 2018 podpisał kontrakt z Rytasu Wilno, zespół walczący w rozgrywkach Eurocupu, w których wygrał trzy z siedmiu spotkań. W najwyższej lidze litewskiej wystąpił tylko w jednym spotkaniu, grając przez siedem minut, zdobywając 6 punktów i notując 3 zbiórki. W Rytasie wystąpił w przegranym 76:95 meczu z Unicaja Malaga. Na parkiecie spędził niespełna trzy minuty (2:42). Oddał jeden niecelny rzut i miał dwie zbiórki. 
16 listopada 2018  trafił do Spójni Stargard na zasadzie wypożyczenia z Rytasu Wilno. 23 letni koszykarz zadebiutował w stargardzkiej drużynie 17 listopada 2018 w meczu ekstraklasy koszykarzy w Stargardzie przeciwko Legii Warszawa. 

## Kariera w zespole narodowym
Norbertas Giga reprezentował Litwę w kategorii U17 i U18, podczas Mistrzostw Świata FIBA Under-17 w 2012 i Mistrzostw Europy FIBA w 2013. 